# Ischnea
Ischnea é um género botânico pertencente à família Asteraceae.